# Солпуги
Солпугите или солифугите (Solifugae) са разред едри паякообразни.

## Описание
Хеллицерите са с форма на щипки, разположени гръбнокоремно, а не странично. Педипалпите наподобяват на ходилни крака и дори участват в придвижването и улавянето на жертвите. Дишането се осъществява чрез трахейна система. Отделителната система е представена от чифт малпигиеви тръбици и чифт коксални жлези.

## Хранене
Солпугите са хищници. Нападат дори и малки птички и гризачи. Нямат отровни жлези, но ухапването им е болезнено.

## Поведение
Повечето видове са активни нощем. Изграждат гнезда в почвата, където снасят 150 – 200 броя яйца. Женските пазят гнездата и се грижат за новоизлюпените паячета.

## Класификация
Известни са 12 подразреда с около 600 представители. Видовете са предимно тропични и субтропични. В България се среща само един вид – Galeodes graecus C. L. Koch, 1842. Среща се в околностите на Петрич.